# Грамада (община)
Грамада (болг. Община Грамада) — община в Болгарии. Входит в состав Видинской области. Население составляет 2488 человек (на 21 июля 2005 года).
Кмет (мэр) общины — Николай Любенов Гергов (Национальное движение «Симеон Второй» (НДСВ)) по результатам выборов 2007 года.

## Состав общины
В состав общины входят следующие населённые пункты:
1. Бояново
2. Бранковци
3. Водна
4. Грамада
5. Медешевци
6. Милчина-Лыка
7. Срацимирово
8. Тошевци